# Lutz C. Kleveman
Lutz C. Kleveman (geboren 1974) ist ein deutscher Journalist.

## Leben
Lutz Kleveman wuchs auf Gut Ankelohe auf. Er studierte Romanistik an der Universität Aix-en-Provence und Neue Geschichte an der London School of Economics. Er schrieb zehn Jahre lang als Reporter, Journalist und Fotograf aus Krisengebieten unter anderem für den Daily Telegraph, Die Zeit, Newsweek, den Playboy. Er veröffentlichte mehrere Bücher.

## Schriften (Auswahl)
- Der Kampf um das Heilige Feuer: Wettlauf der Weltmächte am Kaspischen Meer. Berlin : Rowohlt, 2002
  - The New Great Game. Blood and Oil in Central Asia. New York : Grove Press, 2003
- Kriegsgefangen: Meine deutsche Spurensuche. München : Siedler, 2011
- Wanderjahre: A reporter’s journey in a mad world. London, 2014
- Lemberg. Die vergessene Mitte Europas. Berlin :  Aufbau, 2017[3]
- Smyrna in Flammen. Der Untergang der osmanischen Metropole 1922 und seine Folgen für Europa. Aufbau-Verlag, Berlin 2022